# Diyarbekirspor
Diyarbekirspor met stamnummer 015279, is een Turkse voetbalclub uit Diyarbakır, gelegen in Zuidoost-Anatolië. Deze club moet niet worden verward met de opgeheven club Diyarbakırspor. Thuishaven is het Seyrantepe Spor Kompleksi, dat plaats heeft voor 1.540 toeschouwers. Diyarbekirspor speelt in de TFF 3. Lig. De club heeft ook een karate afdeling.

## Geschiedenis
Diyarbekirspor is in 1977 opgericht als Tarım Doğanspor. In 1986 veranderde de naam naar Beşyüzevlerspor. De club speelde jaren in de amateurcompetities van Diyarbakır. Onder aanvoering van Bedirhan Akyol, die sinds 1998 clubvoorzitter was, en zakenman Fevzi İlhanlı werd er andermaal gekozen voor een naamswijziging. De club heette vanaf 2010 Yeni Diyarbakırspor. De clubkleuren en het logo van de later in 2013 opgeheven Diyarbakırspor werden overgenomen; rood en groen.
In het seizoen 2010-11 eindigde de club als eerste in Groep B van de Eerste Klasse amateurs van Diyarbakır. In de daaropvolgende play-off-groep van de regio Diyarbakır wist de ploeg met een eerste plaats promotie naar de Bölgesel Amatör Lig, het regionale amateurniveau, af te dwingen. Jaargang 2011-12 verliep redelijk voorspoedig. Ondanks een eerste plaats in Groep II van de Bölgesel Amatör Lig werd er echter in de beslissende play-off finale voor promotie naar de Spor Toto 3. Lig 0-4 verloren van Kahramanmaraş Belediyespor (nu: 1920 Maraşspor). Anders dan het vorige seizoen konden in het seizoen 2012-13 de ploegen die bovenaan eindigden in hun groep directe promotie tegemoet zien. En zo geschiedde het; de club werd eerste in Groep II en wist een plek te bemachtigen in de Spor Toto 3. Lig.
In de zomer van 2015 is de clubnaam weer veranderd, deze keer in Diyarbekirspor. Diyarbekir staat voor de oude naam van de stad: Diyâr-ı Bekr wat "land van koper betekent". In de geschiedenis veranderde Diyâr-ı Bekr naar Diyarbekir omdat het makkelijker was in de volksmond.

### Gespeelde divisies
- Spor Toto 3. Lig: 3

2013-
- Bölgesel Amatör Lig: 2

2011-2013
- Amateurs: 34

1977-2011
Groep I : 23 Elazığ FK · Anadolu Üniversitesi · Artvin Hopaspor · Belediye Kütahyaspor · Bornova 1877 · Bulvarspor · Bursaspor · Düzcespor · Ergene Velimeşe SK · Kahramanmaraşspor · Karşıyaka · Kırşehir Futbol SK ·  Kuşadasıspor · Muş 1984 Muşspor · Silifke Belediyespor · Tokat Belediye Plevnespor

Groep II :Adıyamam FK · Amasyaspor FK · Balıkesirspor · Beykoz İshaklı Spor · Çayelispor · Etimesgut Belediyespor · Fatsa Belediyespor · İnegöl Kafkas · Kelkit Hürriyet SK · Mazıdağı Fosfatspor · Muğlaspor · Nevşehir Belediyespor · Silivrispor · Tire 2021 FK · Türkmetal 1963 Spor · Uşakspor

Groep III : 1922 Konyaspor · 52 Orduspor · Alanya Kestelspor · Aliağa FK · Ayvalıkgücü Belediyespor · Bayburt Özel İdarespor · Bursa Yıldırımspor · Çankaya SK · Çorluspor 1947 · Efeler 09 Spor · Karabük İdmanyurduspor · Küçükçekmece Sinop SK · Osmaniyespor FK ·  Pazarspor · Viranşehir Belediyespor · Yozgat Belediyesi Bozokspor

Groep IV : 1926 Polatlı Belediyespor · Ağrı 1970 Spor · Bergama SF · Büyükçekmece Tepecikspor · Denizlispor · Edirnespor · Kahramanmaraş İstiklalspor · Kırıkkalegücü Futbol SK · Mardin 1969 Spor · Niğde Belediyespor · Orduspor 1967 · Sebat Gençlikspor · Talasgücü Belediyespor ·  Turgutluspor · Zonguldak Kömürspor